# Старший стрілець
Ста́рший стріле́ць  —

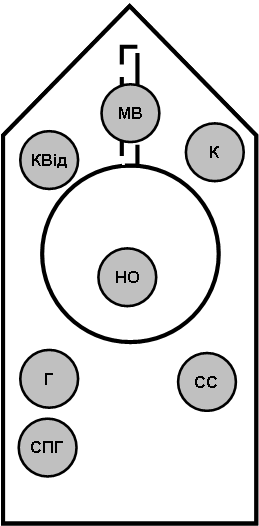
Схема розміщення парашутно-десантного відділення в БМД-1: КВід — Командир бойової машини; НО — Навідник-оператор; МВ — Механік-водій; К — Кулеметник; Г — Гранатометник; СС — Старший стрілець; СПГ — Стрілець-помічник гранатометника

1. посада військовослужбовця в групах, секціях, обслугах і відділеннях піхотних, механізованих, мотострілецьких, мотопіхотних, повітряно-десантних, аеромобільних, розвідувальних та інших родів військ підрозділах, як правило, заступник командира відділення. На озброєнні — автомат, автоматична гвинтівка.
2. військове звання в Українській Галицькій армії, яке було затверджено ухвалою Української національної ради ЗУНР та наказом Державного секретаря військових справ полковником Д.Вітовським 13 листопада 1918.

Було нижче за військове звання вістун та вище за звання стрілець.

## Військове званняУкраїнських січових стрільців(1914-1918 )

Знаки розрізнення старшого стрільця Українських січових стрільців (1914-1918)

Солдатське військове звання українських січових стрільців, австро-угорським еквівалентом було військове звання «єфрейтор» (нім. Gefreiter). Вище за рангом ніж стрілець, але нижче за вістуна.
Українські січові стрільці, українське добровольче національне формування (легіон) у складі австро-угорської армії мало такі ж знаки розрізнення як і інші підрозділи цісарського війська. Звання хоч і мали українську назву, але були порівняні до айстро-угорських. Знаки розрізнення унтер-офіцерів та старших стрільців були на петлицях (для УСС синього кольору) у вигляді целулоїдних шестипроменевих зірочок. У 1915 році був виданий указ щодо використання добровольцями чотирьохпроменевих зірочок як знаків розрізнення, замість шестипроменевих,  також змінювалося їх розташування на петлицях. Але це нововведення не набуло широкого розповсюдження. Наприкінці 1916 року у Австро-угорській імперії була введена нова форма, для якої не передбачалися кольорові петлиці. Знаки розрізнення кріпилися на комірі мундиру, за ними нашивалися вертикальні кольорові стрічки (для українського легіону жовта та блакитна стрічки).
Знаками розрізнення старшого стрільця була одна целулоїдна шестипроменева зірочка на петлиці (чи на комірі мундиру). 
| Нижче за рангом: Стрілець | Українські січові стрільці Старший стрілець | Вище за рангом: Вістун |

### Військове званняУкраїнської Галицької армії(1919—1920)

Знаки розрізнення старшого стрільця УГА

Солдатське військове звання в Української Галицької Армії, вище за рангом ніж стрілець, але нижче за вістуна.
В Українській Галицькій армії (УГА), регулярній армії Західно-Української Народної Республіки (ЗУНР), знаки розрізнення були введені Державним секретаріатом військових справ (ДСВС) Західної області УНР 22 квітня 1919 року і уявляли собою комбінацію стрічок на рукавах однострою та «зубчатки» на комірах. У старшого стрільця знаки розрізнення виглядали як одна срібна 6 мм стрічка, на підкладці кольору відповідного до роду військ (наприклад сині для піхоти).